# 兴旺侏儒蛛
兴旺侏儒蛛（学名：Meioneta beata）为皿蛛科侏儒蛛属的动物。分布于古北区以及中国大陆的新疆等地，多栖息于山间水溪草丛或石缝间。该物种的模式产地在欧洲。